# Квон Инбі
Квон Инбі (кор. 권은비, англ. Kwon Eun-bi, нар. 27 вересня 1995, Сеул, Південна Корея) — південнокорейська співачка та танцюристка, колишня учасниця корейсько-японського гурту IZ*ONE.
18 липня 2014 року дебютувала у гурті Ye-A під псевдонімом Kazoo, вони неофіційно розпались після одного дебютного синглу. У 2018 вона стала учасницею шоу на виживання Produce 48, де посіла 7 місце з 12, та дебютувала у тимчасовому гурті IZ*ONE 29 жовтня 2018 року. 29 квітня 2021 року коли у гурту закінчився контракт, вона повернулась в Woollim Entertainmen, та дебютувала сольно 24 серпня 2021 року з мініальбомом OPEN.

## Ранні роки
Квон Ин Бі народився 27 вересня 1995 року в Південній Кореї/ Її сім'я складається з батьків і старшого брата. Вона відвідувала середню школу Доніль і закінчила Школу сценічних мистецтв у Сеулі. У середній школі вона висловила батькам бажання відвідувати академію танців. Її батьки спочатку були проти того, щоб вона стала співачкою, і сказали їй відвідувати танцювальну академію лише як хобі, бажаючи, щоб вона зосередилася на навчанні. Вирішивши стати співачкою, вона нарешті переконала своїх батьків, надіславши листа іншим членам сім’ї з проханням допомогти переконати батьків дозволити їй відвідувати середню школу мистецтв. Коли їй було 17 років, вона була бек-танцівницею для дівочих гуртів, таких як Secret і Girl's Day. А одна з учасниць гурту Хьорі (яка навчалася з нею разом у середній школі) заохочувала її продовжувати свої прагнення стати айдолом. У цей час вона також працювала неповний робочий день у магазині Paris Baguette.
18 липня 2014 року Квон дебютувала в жіночому гурті Ye-A з восьми учасниць, яким керувала Kiroy Company, під псевдонімом «Kazoo» із синглом «Up and Down». Майже одразу гурт тихо розпався, випустивши лише один сингл. Після цього Ин Бі пройшла прослуховування в кількох розважальних компаніях і підписала контракт з Woollim Entertainment.

## Кар'єра

### 2018–2020:Produce 48і дебют із Iz*One
Квон Ин Бі була однією з чотирьох стажерів від Woollim Entertainment, які брали участь у талант-шоу Mnet Produce 48, спільному проєкті серіалу Mnet Produce 101 і J-pop ідол-ідол гурту AKB48. Вона постійно входила до 12 найкращих, зрештою фінішувавши на 7-му місці, що дозволило їй дебютувати як учасниця Iz*One разом із колегою-стажеркою Woollim Entertainment Кім Чхе Вон. Кім Ин Бі була визнана лідеркою гурту. Вони дебютували 29 жовтня 2018 року з синглом «La Vie en Rose».
У 2019 році вона стала постійною акторкою у шоу JTBC Respect Your Style, Real Life разом із Чон Хьон Доном і Ан Джон Хваном. Серіал вперше вийшов у травні та завершився в серпні того ж року. У лютому 2020 року вона дебютувала як автор пісень і написала та склала пісню «Spaceship», яка вийшла як трек для першого студійного альбому Iz*One Bloom*Iz. Пісня посіла 130 місце в цифровому чарті Gaon. Вона написала ще одну пісню для їх третього мініальбому Oneiric Diary під назвою «With*One» у складі команди авторів пісень під назвою Psycho Rabbit. Він вийшов 15 червня 2020 року та дебютував на 152 місці в цифровому чарті Gaon.
29 березня 2021 року її колега по лейблу Woollim Entertainment Сонгю випустив кліп на його сингл «Hush», у якому Ин Бі зіграла головну жіночу роль.

### 2021–дотепер: сольна діяльність і сольний дебют
Після завершення діяльності з Iz*One 29 квітня 2021 року з заключним концертом у березні Квон повернулася до Woollim Entertainment із колегою по лейблу Кім Че Вон стажери. 29 червня вона стала новою ведучою програми краси FashionN Follow Me разом із Ха Сон Уном, Кіно (Pentagon) та Freesia. 4 серпня колеги Квон по лейблу Rocket Punch випустили свій дебютний японський альбом Bubble Up! який включає трек, написаний і спродюсований Квон Ин Бі під назвою «Let's Dance».
5 серпня 2021 року Woollim Entertainment оголосила, що Квон Ин Бі готується дебютувати як сольна артистка та випустить свій дебютний альбом наприкінці місяця. Через кілька днів стало відомо, що її перший мініальбом Open вийде 24 серпня. 10 березня 2022 року Квон випустила промо-сингл «Esper» через Universe Music для мобільного додатку Universe. 24 березня 2022 року було оголошено, що Квон Ин Бі увійшла до  акторського складу мюзиклу «Опівнічне сонце» в ролі Со Хе На, а також Ха Сон Уна, Онью (Shinee), Чінхо (Pentagon), Сон Гон Хі, Y (Golden Child), Кім Нам Джу та Лі Санг А з Apink. 4 квітня 2022 року Квон випустила свій другий мініальбом Color разом із заголовною композицією «Glitch». 9 травня 2022 року Woollim Entertainment оголосила, що Квон проведе сольний концерт 2022 KWON EUN BI 1st CONCERT Secret Doors 18 і 19 червня 2022 року.
11 серпня 2022 року було оголошено, що фан-зустріч Квон Ин Бі «RUBI'S ROOM» відбудеться 30 жовтня та 3 листопада в Merpark в Осаці та Toyosu PIT у Токіо. Це мала бути її перша сольна фан-зустріч у Японії.
20 вересня 2022 року її агентство Woollim Entertainment випустило постер до камбеку з її третім мініальбомом Lethality. Мініальбом вийшов 12 жовтня.
7 листопада 2022 року Woollim Entertainment оголосила, що Квон проведе концерт «2022 KWON EUN BI 2nd CONCERT Next Door» у Сеулі 17 і 18 грудня.
У березні 2023 року було підтверджено, що Квон проведе фан-зустріч «Kwon Eun-bi <Million Stars Fan Meeting> in Macao», яка відбудеться 8 квітня в Макао.

## Дискографія

### Мініальбоми
| Назва     | Деталі альбому                                                                            | Пікові позиції у чартах | Пікові позиції у чартах | Продажі                                  |
| Назва     | Деталі альбому                                                                            | KOR                     | JPN                     | Продажі                                  |
| --------- | ----------------------------------------------------------------------------------------- | ----------------------- | ----------------------- | ---------------------------------------- |
| Open      | - Реліз: 24 серпня 2021 - Лейбл: Woollim Entertainment - Формат: CD, цифрове завантаження | 8                       | 34                      | - Південна Корея: 58,183 - Японія: 1,696 |
| Color     | - Реліз: 4 квітня 2022 - Лейбл: Woollim Entertainment - Формат: CD, цифрове завантаження  | 4                       | —                       | - Південна Корея: 57,947                 |
| Lethality | - Реліз: 12 жовтня 2022 - Лейбл: Woollim Entertainment - Формат: CD, цифрове завантаження | 13                      | —                       | - Південна Корея: 46,188                 |

### Сингли
| Назва                                                                       | Рік  | Пікові позиції у чартах | Пікові позиції у чартах | Альбом            |
| Назва                                                                       | Рік  | KOR DL                  | US World                | Альбом            |
| --------------------------------------------------------------------------- | ---- | ----------------------- | ----------------------- | ----------------- |
| «Door»                                                                      | 2021 | 14                      | 3                       | Open              |
| «Mirror»                                                                    | 2022 | 61                      | —                       | Сингл без альбому |
| «Glitch»                                                                    | 2022 | 13                      | —                       | Color             |
| «Underwater»                                                                | 2022 | 31                      | —                       | Lethality         |
| «—» релізи, що не потрапили у чарти або не виходили у відповідних регіонах. |      |                         |                         |                   |

### Промо-сингли
| Назва                                        | Рік  | Пікові позиції у чартах | Альбом            |
| Назва                                        | Рік  | KOR DL                  | Альбом            |
| -------------------------------------------- | ---- | ----------------------- | ----------------- |
| «Esper» (промо-сингл для платформи Universe) | 2022 | 60                      | Сингл без альбому |

### Саундтреки
| Назва                                    | Рік  | Пікові позиції у чартах | Альбом                 |
| Назва                                    | Рік  | KOR DL                  | Альбом                 |
| ---------------------------------------- | ---- | ----------------------- | ---------------------- |
| «I'll Be Your Energy» (з Juri Takahashi) | 2022 | 147                     | Epic Seven OST         |
| «Time»                                   | 2022 | 144                     | Rookie Cops OST Part 4 |
| «Oh My Boy»                              | 2022 | 127                     | New Normal Gene OST    |
| «Light»                                  | 2022 | 175                     | K-Pop Citizen OST      |

## Фільмографія

### Телешоу
| Рік  | Назва                         | Роль                        | Нотатки                                                                  | Прим.  |
| ---- | ----------------------------- | --------------------------- | ------------------------------------------------------------------------ | ------ |
| 2018 | Produce 48                    | Учасниця                    | Реаліті-шоу у якому було сформовано гурт Iz*One Посіла 7 місце           | [ 43 ] |
| 2019 | Respect Your Style, Real Life | Учасниця акторського складу |                                                                          | [ 44 ] |
| 2021 | Follow Me 14: Truth of Taste  | Ведуча                      |                                                                          | [ 45 ] |
| 2022 | Great Seoul Invasion          | Консультант                 |                                                                          | [ 46 ] |
| 2022 | The Travel Blog               | Учасниця акторського складу | з Лі Чейон                                                               | [ 47 ] |
| 2023 | Rossily in Secret Ulsan       | Учасниця акторського складу | The second version of the fortified version of Rossily in Secret Island. | [ 48 ] |

### Веб-шоу
| Рік  | Назва        | Роль   | Прим.         |
| ---- | ------------ | ------ | ------------- |
| 2022 | Mubeat Live  | Ведуча | [ 49 ] [ 50 ] |
| 2022 | Why Not Crew | Ведуча | [ 51 ]        |

### Радіо-шоу
| Рік  | Назва              | Роль                | Нотатки      | Прим.  |
| ---- | ------------------ | ------------------- | ------------ | ------ |
| 2022 | Turn up the volume | Спеціальний Ді-Джей | 18–19 серпня | [ 52 ] |

## Театр
| Рік  | Назва        | Корейська назва | Роль                | Прим.  |
| ---- | ------------ | --------------- | ------------------- | ------ |
| 2022 | ONAIR        |                 | Ді-Джей / Грає себе | [ 53 ] |
| 2022 | Midnight Sun | 태양의 노래     | Со Хе На            | [ 54 ] |

## Авторство у написанні пісень
Всі дані адаптовано з бази даних Korea Music Copyright Association, якщо не зазначено інше.
| Рік  | Альбом            | Виконавець   | Пісня               | Текст   | Текст                                                                | Музика  | Музика                                                                                 | Аранжування | Аранжування                                                  |
| Рік  | Альбом            | Виконавець   | Пісня               | Вказана | З ким                                                                | Вказана | З ким                                                                                  | Вказана     | З ким                                                        |
| ---- | ----------------- | ------------ | ------------------- | ------- | -------------------------------------------------------------------- | ------- | -------------------------------------------------------------------------------------- | ----------- | ------------------------------------------------------------ |
| 2020 | Bloom*Iz          | Iz*One       | «Spaceship»         | Так     | Elum (Prismfilter), Anchor (Prismfilter)                             | Так     | Nmore (Prismfilter), Elum (Prismfilter), Anchor (Prismfilter)                          | Ні          | Nmore (Prismfilter)                                          |
| 2020 | Oneiric Diary     | Iz*One       | «With*One»          | Так     | Iz*One                                                               | Так     | Jung Sung-min (Psycho Rabbit), Shin Yong-soo (Psycho Rabbit)                           | Так         | Jung Sung-min (Psycho Rabbit), Shin Yong-soo (Psycho Rabbit) |
| 2021 | Сингл без альбому | Iz*One       | «Parallel Universe» | Так     | e.one                                                                | Так     | e.one                                                                                  | Ні          | e.one                                                        |
| 2021 | Bubble Up!        | Rocket Punch | «Let's Dance»       | Ні      | YHANAEL                                                              | Так     | Jung Sung-min (Psycho Tension), Shin Yong-soo (Psycho Tension), Mollo (Psycho Tension) | Ні          | Н/Д                                                          |
| 2021 | Open              | Kwon Eun-bi  | «Door»              | Так     | e.one, Hwang Hyun (MonoTree)                                         | Ні      | e.one, Hwang Hyun (MonoTree)                                                           | Ні          | e.one, Hwang Hyun (MonoTree)                                 |
| 2021 | Open              | Kwon Eun-bi  | «Rain»              | Так     | e.one                                                                | Так     | e.one                                                                                  | Ні          | e.one, BYMORE                                                |
| 2022 | Сингл без альбому | Kwon Eun-bi  | «Mirror»            | Так     | Jung Sung-min (Psycho Tension), Jang Woo-yong, Shin Ji-hoo (Postmen) | Так     | Jung Sung-min (Psycho Tension), Shin Ji-hoo (Postmen)                                  | Ні          | Jung Sung-min (Psycho Tension), Shin Ji-hoo (Postmen)        |
| 2022 | Color             | Kwon Eun-bi  | «Off»               | Ні      | Kassy, Han-gil                                                       | Так     | Han-gil                                                                                | Ні          | Han-gil                                                      |
| 2022 | Lethality         | Kwon Eun-bi  | «Hi»                | Так     | Н/Д                                                                  | Так     | Frants, Melanie Fontana                                                                | Ні          | Frants                                                       |

## Нагороди і номінації
| Нагорода                | Рік  | Категорія                           | Номінант / Робота | Результат | Прим.  |
| ----------------------- | ---- | ----------------------------------- | ----------------- | --------- | ------ |
| Asia Artist Awards      | 2021 | Best Emotive Singer Award           | Kwon Eun-bi       | Перемога  | [ 56 ] |
| Asia Artist Awards      | 2021 | Female Solo Singer Popularity Award | Kwon Eun-bi       | Номінація | [ 57 ] |
| Asian Pop Music Awards  | 2021 | Best New Artist (Overseas)          | Open              | Номінація | [ 59 ] |
| Golden Disc Awards      | 2022 | Rookie of the Year                  | Квон Ин Бі        | Номінація | [ 60 ] |
| Golden Disc Awards      | 2022 | Seezn Most Popular Artist Award     | Квон Ин Бі        | Номінація | [ 61 ] |
| Mnet Asian Music Awards | 2021 | Album of the Year                   | Open              | Номінація | [ 62 ] |
| Mnet Asian Music Awards | 2021 | Artist of the Year                  | Kwon Eun-bi       | Номінація | [ 62 ] |
| Mnet Asian Music Awards | 2021 | Best New Female Artist              | Kwon Eun-bi       | Номінація | [ 62 ] |
| Seoul Music Awards      | 2021 | K-wave Popularity Award             | Kwon Eun-bi       | Номінація | [ 63 ] |
| Seoul Music Awards      | 2021 | Popularity Award                    | Kwon Eun-bi       | Номінація | [ 63 ] |
| Seoul Music Awards      | 2021 | Rookie of the Year                  | Kwon Eun-bi       | Номінація | [ 63 ] |
| Seoul Music Awards      | 2021 | U+Idol Live Best Artist Award       | Kwon Eun-bi       | Номінація | [ 64 ] |

## Нотатки
1. ↑  Hosted by the Hong Kong Asia Pacific International Group and Sunway Records, the Asian Pop Music Awards bases its winners on "Asian Pop Music Chart" which opened on September 2019[58].